# Osharakulturen
Osharakulturen, den nordliga delen av Picosa-kulturen, var en kultur i sydvästra USA under arkaisk tid med utbredning främst i det område som nu kallas New Mexico och Colorado. Cynthia Irwin-Williams utredde den arkaiska Osharakulturen historia under sitt arbete i Arroyo Cuervo-området i nordvästra New Mexico. Irwin menade att  Oshara var en av grunderna då förfädernas pueblokultur (Anasazikulturen) utvecklades åtminstone delvis från Oshara. 
Cynthia Irwin-Williams första publikation The Oshara Tradition: Origins of Anasazi Cutlure publicerades 1973. Det var en sammanfattande artikel inom Anasazi Origins Project Publications. Projektet beskrivs utförligt i Sites of the Anasazi Origins Project - OSHARA REVISITED (Se externa länkar nedan).

## Faser
Inom denna kultur definierar Irwin inte mindre än sex bosättningsfaser, var och en identifierad av olika  projektilspetsar och andra artefakter.

### Jay-fasen (7500 till 6800 år före nutid)
Artefakter av jägare-samlare, som skiljer sig från tidigare paleoindianer, och fynden tyder på att människor koncentrerade sig på jakt och insamling av lokalt resurser för vilt och växtföda Boplatser fanns ofta nära kanjonhuvuden.  Artefakter som hittats inkluderar grova stenverktyg för bearbetning av mat och. De långa, smala projektilspetsarna beskrivs av Irwin-Williams (1973:s5) som stora projektilspetsar med mindre skuldra, (liknande Mohave-spetsar i Kalifornien och Arizona), dessutom välgjorda lansettformade tvåsidigt (bifacial) slagna knivar och många välgjorda sidskrapor. Användning av hårda hammarstenar och mjukare reducering med punsar av andra material (ben?) noteras i materialet. Redsakap för beredning av fröer det vill säga malstenar saknas. 
Boplatser var små, under 50 kvadratmeter och boplatslagret var tunt, vilket tyder på små grupper. Boplatslägen ofta placerade på sanddyner uppe på klipptoppar. men samtigt nära källor vid kanjonhuvuden. Platserna vid kanjonhuvuden menade Irwin-Williams skulle ha fungerat som generaliserade basläger, med isolerade fynd på öppna sluttningar och nära tillfälliga vattenansamlingar som var platser med begränsade speciella aktiviteter. Andra typer av boplatser hon noterar var  jaktläger i höglandet och platser för basaltbrott för att få stenmaterial. Begränsade faunabevis på grund av dålig bevaring av ben. Upprepad bosättning på platser nära samma fasta mikromiljöer ansågs betyda en årlig cykel av förflyttningar, inriktad på blandad försörjning av jakt och insamling. Liknande material noteras i Rio Grande-komplexet och Moab-komplexet 

### Bajada-fasen (6800‒5200 BP)
Denna skiljer sig från Jay-fasen genom andra projektilspetsar, förändrade härdar, ugnar och något fler boplatser. Bajada-fasen inträffade under en period med mycket låg nederbörd ( Antevs så kallade Altithermal). Dessa försämrade förhållanden påverkade inte Bajadas bosättningsmönster så mycket. Befolkningsstorleken tros ha ökat baserat på en ökning av antalet boplatser. Dessa återspeglar både upprepad kortvarig ockupation och en trolig årlig ekonomisk cykel som dock inte var starkt årstidsbetonad. 
Bajada fyndmaterial innehåller spetsar som liknar Jay-fasen men med mer uttalad skåra eller konkav bas, som ibland kallad basal förtunning, och möjligen en senare sort av spetsar med en mer väldefinierad axel och kortare totallängd. Andra typer av verktyg inkluderar både välgjorda och tunna, oregelbundna sidskrapor, sällsynta bifacialt slagna knivar och stora så kallade hackverktyg. Kvaliteten på tekniken att bearbeta sten tolkas som lägre än Jay, men både hårda och mjuka hammare finns dokumenterade. Härdar fyllda med eldsprängda små rullstenar och jordugnar tolkas som en förbättrad bearbetning av livsmedel (torkning, rostning). Liknande materiell utveckling noteras i hela Four Corners-regionen, i Rio Grande-komplexet i norra New Mexico och södra Colorado  och Moab- och Aneth-komplexen i sydöstra Utah.

### San Jose-fasen (5200 till 3800 år BP)
San Josefasen utgör den mellersta arkaiska perioden i nordvästra New Mexico. Perioden hade ett fuktigare klimat, sanddynerna stabiliserades av växtlighet och matjord bildades. Ökad nederbörd gav fler och tillförlitliga vattenkällor.  Ekonomiskt viktiga växter och djur ökade i antal. Den ökande befolkningen anlade fler och större basläger (100–150 kvadratmeter). Utöver de typer av boplatser som hittades under  tidiga arkaisk tid, hittades också nya stora jaktplatser med speciell aktivitet, och några platser använda tillfälligt. Projektilspetsar fortsätter den tidiga arkaiska traditionen med kraftigare markerad skuldra (engelska stemmed), men med ökande utveckling av kraftigt tandade blad, med kortare baser med expanderande skaft (bredare mot basen). Skaftens längd minskar jämfört med bladet. Andra tekniska förändringar är verktyg som domineras av nu dåligt tillverkade sidskrapor med tunna spån och stora verktyg att skära med. Reduktion med mjuk hammare blir sällsynta, vilket bidrar till en försämring av kvaliteten på verktygen. 
Irwin-Williams menade att matberedningen förändring bevisas av uppkomsten av metates (malstenar) och manos (löpare), så kallade dunkstenar. Stora jordugnar fyllda med eldsprucken kullersten tillhör fynden. Dessa förändringar i materiella kultur tolkas som indikatorer på att grupperna mera effektivt använder sig av lokala mikromiljöer. Det skedde en ökning av både storleken och antalet boplatser under denna period. Avfallshögar bildades också på dessa boplatser. Liknande arkeologiska material noteras från San Josekomplexet, San Mateo-komplexet och Gallegos-komplexet i nordvästra New Mexico, Apex-komplexet och Rio Grande-komplexet i södra centrala Colorado, Concho-komplexet  i Arizona; och Moab-komplexet och Aneth-komplexet i sydöstra Utah. Utvecklingen gick alltså i samma riktning över stora delar av sydvästra USA

### Armijo-fasen (3800 till 2800 år f.Kr.)
Den sena arkaiska perioden och är den sista förkeramiska perioden i sydväst. I Osharakulturen omfattade detta  Armijofasen och En Medio-fasen. Irwin-Williams menar att förändring i markanvändningen under denna period, orsakades av införandet av ett begränsat jordbruk med majs som bas i försörjningen. Under denna tid börjar man med odling av majs började, vilket skapade ett matöverskott.
Amijo-fasens klimatförhållandena var fortfarande gynnsamma men något mindre fuktiga än föregående period. Boplatstyper och andra platser från San Jose-fasen fortsätter under Armijo-fasen. De tillfälliga dammplatserna försvinner. En skillnad är också de intensiva bosättningarna vid basen av klippor och bergsöverhäng, ofta nära kanjonhuvudets källor. Typplatsen Armijo Shelter, har tolkats som en samlingsplats under hösten eller höst-vintern (Irwin-Williams1973:10) som var möjlig genom överskott av majsskördarna. Denna nya typ av samlingsplatser, där man under en säsong samlades för sammankomster med upp till 50 personer var av stor betydelse. Irwin-Williams drog slutsatsen att Oshara kan ha varit den första kulturen i sydvästra USA som odlade grödor. Projektilspetsarna skilde sig från de konkava, korta projektilspetsarna i andra kulturer på norra Coloradoplatån under denna tid, den mellersta arkaiska perioden. Sent i fasen var spetsarna tandade.
Armijo projektilspetsar fortsätter utvecklingen av San Joses tandade former med baser som snabbt blir bredare mot basen (expanderande stjälkar) Basen går från konkav till rak. Vid slutet av perioden blev spetsarna alltmer varierande, med avrundade hörn och korta sammandragna stammar som blev vanliga. Mångfald av olika verktyg noteras vid basboplatser som Armijo Shelter. Flera av verktygen har tillskrivits en magisk eller religiös funktion vilket var en viktig nyhet. Illustrationer och figurer i Irwin-Williams syntes, beskriver nya verktygstyper inkluderade borrar, sylar, breda bifaciaal knivar och diskusformade choppers. Liknande arkeologiska material noteras från Lobocomplex, Santa Ana-komplexet eller Atrisco-komplexet i nordvästra New Mexico samt Apex D-komplexet i södra och centrala Colorado. Några samlingar identifierade som Basketmaker-kultur i Arizona; och något Aneth-material i sydöstra Utah.

### En Medio-fasen (2800 till 1600 år f.Kr.)
Under denna period skedde återigen en ökning av antalet boplatser, men i allmänhet bor man vid foten av klippor. Man inför lagring av spannmål och annan överskottsmat i gropar. Fasen var ungefär densamma som den kultur som kallas sydvästra korgmakarkulturen. Eftersom En Medio-fasen anses vara lokal motsvarighet till Basketmaker II i Pecos-klassificeringen, är den central i argumentet för att Osharakulturen var en obruten sekvens av inhemsk utveckling från arkaisk till Pueblo-perioden. 
En Medio-boplatser indelades i två väldefinierade typer: stora samlingsplatser höst-vinter-, vid klippor nära kanjonhuvuden, och små spridda boplatser i ett flertal lokala mikromiljöer. Dessa inkluderar specialiserade platser som jaktläger och stenbrott i bergsområden. Uppkomsten av många små boplatser på dynryggar, med begränsad uppsättning av verktyg gjorda av markstenar och använda avslagsverktyg, ses som en viktig ny platstyp som används för att utnyttja säsongsbetonade växtresurser. Klippbasplatserna på hösten och vintern var inte alltid lika stora som Armijo bergskyddet (100‒200 kvadratmeter jämfört med 700 kvadratmeter). De flesta uppvisar upprepade intensiva bosättningar och lagringsgropar, ibland fodrade med sten. Irwin-Williams menar att matlagringen vid klippbasplatserna tillsammans med den intensiva utnyttjandet av miljön på dynryggar gjorde att små närliggande platser kunde ha en bosättning under längre perioder. 
En Medio-sammansättningar av redskap visar en kontinuitet med den föregående Armijo-fasen, men med fler grundstensverktyg. En Medio-spetsar ses som en fortsättning på de sena Armijo-spetsar med hörnen avrundade, som över tiden fick längre hullingar. Bifaciala knivar och borrar ökar med tiden, liksom den uppenbara skickligheten hos tillverkarna. Det visas av  ökad användning av mjuka hammare och tryckspån. Mycket av verktygen förblir oförändrade från Armijo-fasen, med spånskrapor, knivar och råa hackare och pundare som utgör de flesta verktygen. Det allt viktigare inslaget av malstenar inkluderar bassängformade platta stenar och kullerstenar som används som löpare liknar de som hittats tidigare. Nya former av mer platta och trågformade malstenar med tillhörande långa, plana stenar som löpar ökar sent under tidsperioden. Likheter med Basketmaker II-kulturen i sydvästra Colorado förekommer trots att fynden är mera sällsynta av fibrer, trä och läder. Fynden kommer från torra lokaler under stenskydd. En Medio-kulturen liknar Basketmaker II från nordvästra New Mexico och sydvästra Colorado, och Lobo- och Santa Anakomplexen som nämns ovan och Rio Rancho-fasen 

### Trujillo-fasen (1600 till1400 år f.Kr.)
För att hel föra sekvensen till Pueblo-perioden föreslog Irwin-Williams en kort övergångsfas som hon döpte till Trujillo- fasen. Trujillofasen var ungefär detsamma som den lokala Basketmaker III-perioden och skilde sig lite från En Medio-fasen. En sak som skiljde var en minskning av projektilspetsarnas storlek som var relaterad till bytet från atlatl till pilbåge. Vidare heiitades små mängder Lino Grey keramik. Under denna fas infördes alltså keramik. Med keramik och odling tar den arkaiska tiden slut.

## Boplatser
Oshara-fyndplatser har hittats nära Denver, i  Upper Gunnison Rivers avrinningsområde och Mesa Verde-området i Colorado och på flera platser i New Mexico och Arizona. 